# Львівська обласна премія в галузі культури, літератури, мистецтва, журналістики та архітектури
Льві́вська обласна́ пре́мія в га́лузі культу́ри, літерату́ри, мисте́цтва, журналі́стики та архітекту́ри — найвища відзнака у Львівській області за вагомий внесок в українську культуру.
Премію присуджують авторові чи виконавцеві один раз незалежно від номінації, посмертного представлення до премії не передбачено.
Рішення журі щодо присудження премії з кожної номінації подають для затвердження голові обласної ради.

## Номінації
Щорічно встановлюються 16 іменних Премій з таких номінацій:
1. Мистецтвознавство і культурологія — імені Святослава Гординського (історія і теорія образотворчого, декоративно-ужиткового, народного мистецтва, історія і теорія музики).
2. Музейна справа — імені Іларіона та Віри Свєнціцьких (знакові концептуальні виставки, експозиції).
3. Збереження культурної спадщини — імені Бориса Возницького (комплексне збереження і реставрація пам'яток).
4. Поезія — імені Маркіяна Шашкевича (збірки поезії).
5. Проза — імені Богдана Лепкого (прозові твори).
6. Літературознавство, сучасна літературна критика та переклади — імені Михайла Возняка (літературознавство, критика, переклади).
7. Драматургія, театральне мистецтво — імені Бориса Романицького (театральні вистави, режисерські, сценографічні, акторські роботи, оперні партії, написання драматичних творів).
8. Журналістика та публіцистика — імені В'ячеслава Чорновола (журналістика і публіцистика).
9. Музичне мистецтво — імені Станіслава Людкевича (оперні, балетні, симфонічні, камерно-інструментальні твори, концертні програми, авторські виступи, диригування).
10. Образотворче мистецтво — імені Івана Труша (живопис, графіка, скульптура, монументальне мистецтво).
11. Декоративно-ужиткове мистецтво — імені Зеновія Флінти (кераміка, художнє скло, метал, різьба, обробка дерева, ткацтво, художні прикраси).
12. Народна творчість — імені Філарета Колесси (народне мистецтво, фольклорні колективи).
13. Дизайн — імені Олени Кульчицької (дизайн середовища, графічний дизайн, предметний дизайн).
14. Архітектура — імені Івана Левинського (практичні і теоретичні досягнення в галузі сучасної архітектури)".
15. Фотомистецтво імені Василя Пилип'юка;
16. Скульптура імені Івана Севери (монументальна і станкова скульптура).

## Твори і роботи
Премією відзначаються найвизначніші твори літератури, мистецтва, журналістики та архітектури, які утверджують ідеали гуманізму, збагачують історичну пам'ять народу, його національну свідомість та самобутність і стали визначною подією в культурному та літературно-мистецькому житті регіону.
На здобуття премії представляються нові оригінальні твори і роботи, опубліковані (оприлюднені) у завершеному вигляді протягом останніх трьох років, але не пізніше як за півроку до їх висунення на здобуття Премії.
Твори та роботи на здобуття премії представляють управління культури і туризму облдержадміністрації, обласні організації національних творчих спілок, літературно-мистецькі об'єднання, товариства, фонди, музейні установи, а також лауреати Премії не більше одного подання.
Твори і роботи на здобуття премії приймаються Журі з 1 січня до 1 жовтня кожного поточного року. Допускається представлення творчих робіт претендентів не більше трьох спроб.

## Журі
Склад журі з присудження премії затверджує президія обласної ради строком на три роки. Протягом цього строку може проводитися часткова ротація Журі.

## Номінанти
Колектив авторів твору, представлений на здобуття Премії, не може становити більш як три особи, колектив виконавців — більше ніж п'ять учасників. Не допускається включення до колективу претендентів осіб, які виконувати адміністративні, організаторські чи консультативні функції.
Премією можуть нагороджуватися громадяни України, які творчо працюють на території області.

## Лауреати
Лауреати премії у відповідній номінації отримують диплом та знак лауреата. Лауреатам виплачується грошова частина Премії в розмірі 20 тис. гривень. У разі відзначення Премією колективу авторів твору всім лауреатам видаються Дипломи та Знаки, а грошова частина Премії ділиться між ними порівну.
Диплом і Знак лауреата Премії вручається напередодні Нового року на урочистому засіданні представників обласних організацій національних творчих спілок, літературно-мистецьких об'єднань, фондів, музейних та інших установ.
Кошти на виплату грошової частини Премії щорічно передбачаються в обласному бюджеті.
Лауреати 2019 року
1. Мистецтвознавство і культурологія — премія ім. Святослава Гординського — Береговська Христина за монографію «Святослав Гординський: творчість за півстоліття».
2. Музейна справа — премія ім. Іларіона і Віри Свенціцьких — Тихолоз Богдан, Кобрин Михайло, Волошанська Марта, Продан Тетяна, Мартинюк Віктор за проєкт «Франко: наживо».
3. Збереження культурної спадщини — премія ім. Бориса Возницького — Лильо-Откович Зоряна за вагомий внесок у збереження, дослідження і популяризацію українського мистецтва. Мистецький альбом «Богородиця-Одигітрія» 2019 (квітень) Львів, «Колір-ПРО».
4. Поезія — премія ім. Маркіяна Шашкевича — Перлулайнен Лана за збірку поезій у двох томах «Правила ходіння проти вітру», 2019, ТзОВ «Ліга — Прес» Львів.(1,2 том).
5. Проза — премія ім. Богдана Лепкого — Леся Холодюк (Федорів Лариса) за історичну трилогію «Корнякт» Львів, 2018, «Червона Калина».
6. Літературознавство, сучасна літературна критика та переклади — премія ім. Михайла Возняка — Швець Алла за монографію «Жінка з христом Аріадни: життєвий світ Наталії Кобринської в генераційному, світоглядному і творчому вимірах».
7. Драматургія, театральне мистецтво — премія ім. Бориса Романицького — Баша Олена за акторську роботу у виставі «Прекрасні, прекрасні, прекрасні часи…».
8. Журналістика та публіцистика — премія ім. В'ячеслава Чорновола — Лизанчук Василь за книгу «Так! Я — Українець».
9. Музичне мистецтво — премія ім. Станіслава Людкевича — Герасименко Оксана за збірку фортепіанних творів «Світло пробудження мрій» (2019), збірку бандурних творів «Україно, моя Україно!»(2017).
10. Образотворче мистецтво — премія ім. Івана Труша — Гавришкевич Ігор за серію живописних робіт.
11. Декоративно-ужиткове мистецтво — премія ім. Зеновія Флінти — Риботицька Оксана Романівна за вироби в галузі художнього текстилю та Ярошевич Уляна Іванівна за вироби з кераміки.
12. Народна творчість — премія ім. Анатолія Вахнянина — Кравчук Іван за роботи виконані з житньої соломи.
13. Дизайн — премія ім. Олени Кульчицької — Крукевич Юрій за серію дизайнерських розробок різних жанрів.
14. Фотомистецтво — премія ім. Василя Пилип'юка — Огородник Олег за виставкові проєкти та промоцію українського мистецтва за кордоном.